# Fritz Sauckel
Fritz Sauckel, född 27 oktober 1894 i Hassfurt am Main, död 16 oktober 1946 i Nürnberg, var en tysk nazistisk politiker. Han var Gauleiter och senare även riksståthållare i Thüringen. I mars 1942 utnämndes Sauckel till generalbefullmäktigad för den tyska arbetsinsatsen (Generalbevollmächtigter für die Zwangsarbeit), vilket innebar att han blev ansvarig för anskaffandet av utländsk slavarbetskraft.
Efter andra världskriget ställdes Sauckel inför rätta inför den internationella militärtribunalen i Nürnberg och dömdes till döden som huvudkrigsförbrytare.

## Biografi
Fritz Sauckels far var brevbärare och modern sömmerska. Han gick femårigt elementarläroverk, vilket kom att utgöra hela hans skolgång. Tidigt väcktes drömmen att gå till sjöss, och han mönstrade efter hand på ett flertal fartyg, däribland norska och svenska. Sauckel blev som tysk sjöman internerad i franskt fångläger under första världskriget.
När han 1919 hade återvänt till Tyskland, arbetade han först i fabrik och sedan som verktygsmakare. Politiskt drogs Sauckel till socialdemokratin och framstod med tiden som en utpräglad arbetarledare. Redan 1923 blev han dock medlem av Nationalsocialistiska tyska arbetarepartiet (NSDAP), och i september 1927 utnämndes han till Gauleiter i Thüringen; i augusti 1932 blev han dess ministerpresident. I maj 1933 utsågs Sauckel till riksståthållare i Thüringen och i november samma år valdes han in i riksdagen.
Sauckel hade en tämligen tillbakadragen politisk roll fram till den 21 mars 1942, då han utsågs till generalbefullmäktigad för arbetskraftsmobiliseringen (Generalbevollmächtigter für den Arbeitseinsatz), vilket innebar att han var ansvarig för deportationen av miljontals slavarbetare från det ockuperade Östeuropa till den tyska industrin. 1943, när den tyska krigslyckan hade vänt, fick han i uppdrag att leda den totala mobiliseringen av det tyska folket. Fritz Sauckel arresterades av allierade soldater i maj 1945 och hamnade i ett interneringsläger för krigsförbrytare.

### Nürnbergprocessen
Sauckel åtalades enligt alla fyra anklagelsepunkterna inför den internationella militärtribunalen i Nürnberg: planerande av anfallskrig, brott mot freden, krigsförbrytelser och brott mot mänskligheten. Åklagarsidans bevisning mot Sauckel var omfattande. Åklagarna förfogade över ett flertal av Sauckels egenhändigt undertecknade order. I en föreskrift ansåg han bland annat att de tvångsrekryterade arbetarna skulle utnyttjas i största möjliga utsträckning till lägsta möjliga kostnad. Sauckel förordade trots detta human behandling av arbetarna, vilket dock tämligen ofta nonchalerades av de lokala arbetsledarna. Sauckel bar det yttersta ansvaret för dessas gärningar, men han kunde inte alltid kontrollera arbetarnas förhållanden under transporten till Tyskland.
Rustningsministern Albert Speer kom ofta med påtryckningar, eftersom han saknade arbetskraft i rustningsindustrin. Det visade sig vid Nürnbergprocessen att Speer hade vetat om arbetarnas odrägliga förhållanden utan att försöka göra något åt det. Han sköt över allt ansvar för detta på Sauckel. Även industrimannen Alfried Krupp utnyttjade Sauckels arbetare vid Kruppverken i Essen. När den tyska krigslyckan förbyttes i nederlag, minskade tillgången på krigsfångar och därmed även tillgången på tvångsarbetskraft. Speer föreslog då att låta tyska kvinnor förvärvsarbeta inom den tyska rustningsindustrin; Hitler, Göring och Sauckel motsatte sig detta starkt. De ansåg att den tyska kvinnans roll var att vara maka och mor och att dessa inte skulle tynga sin börda med hårt fabriksarbete.
Sauckels försvar i Nürnberg gick ut på att han bara hade utfört order om rekrytering av arbetare till Tyskland. Han menade att han inte bar skulden till att en del av dem gick under. Den amerikanske överåklagaren, Robert H. Jackson, beskrev Sauckel som "den störste och grymmaste slavdrivaren efter Egyptens faraoner". Ett av Sauckels försvarsvittnen, dr Max Timm, hävdade att ansvaret för behandlingen av arbetskraften låg hos den tyska arbetsfrontens chef, Robert Ley. Vidare förklarade han, att Sauckel endast hade utfört rekryteringen av utländska tvångsarbetare på order från Speer. Denne hade således haft det yttersta ansvaret för rekryteringsprogrammet. Hubert Hildebrandt, chef för rekryteringen av franska arbetare, vittnade att behandlingen av arbetskraften hade utförts korrekt. Han försäkrade, att han inte hade noterat några missförhållanden bland arbetarna. Om några franska arbetare hade farit illa, låg ansvaret hos Vichyregeringens premiärminister, Pierre Laval. Sauckels personlige rådgivare, Walter Stothfang, vittnade om att Sauckel var mycket mån om arbetarnas förhållanden. Han påstod, att Bormann och Himmler hade klagat på att Sauckel behandlat de utländska arbetarna alltför väl. Sauckels fjärde och sista vittne var dr Wilhelm Jäger, läkare vid Kruppverken i Essen. Denne avslöjade de usla förhållandena som hade rått bland Krupps utländska arbetare. De hade utnyttjats hänsynslöst och behandlats mycket illa i de arbetsläger där de var inhysta.
I sitt slutanförande inför rätten yrkade Sauckels försvarsadvokat, dr Robert Servatius, på att hans klient helt skulle frikännas. Servatius menade, att Sauckel hade förblivit lojal mot Hitler till slutet och att han nu var ur stånd att begripa de anklagelser som riktades mot honom. Han hade varit bunden att följa Hitlers order och hade aldrig övervägt att förslava de utländska arbetarna.
Den 1 oktober 1946 avkunnade tribunalen sin dom mot Sauckel. Han ansågs vara skyldig till krigsförbrytelser och brott mot mänskligheten och dömdes till döden genom hängning. I sitt överklagande av  domslutet påpekade Sauckel att ett ord från den franske åklagaren Jacques Herzog hade felöversatts av den tyske simultantolken. Det gällde det franska ordet utilisation, "användning", vilket översattes till Ausbeutung, "exploatering". Exploatering har en betydligt mer negativ innebörd än användning, och Sauckel menade härmed, att denna felöversättning hade bidragit till att förvärra hans mål inför rätten. Sauckels överklagande avslogs emellertid, och kort därefter fick han ett brev från den medåtalade Arthur Seyss-Inquart. Denne, som även han erhållit dödsdom, menade att Sauckels överklagande saknade grund, då språkliga nyanser inte har något att göra med de faktiska händelser för vilka Sauckel ansvarade. Seyss-Inquart hävdade i brevet, att man på intet sätt kan anse sig vara utan ansvar bara för att man har utfört Hitlers order.
Natten till den 16 oktober 1946 avrättades Sauckel tillsammans med de nio andra till döden dömda. På schavotten deklarerade han, att domen mot honom var felaktig och att han dog oskyldig. Efter avrättningen fotograferades Sauckels döda kropp. Senare samma dag transporterades hans kropp jämte de andra avrättades samt Görings till ett hus vid Heilmanstrasse i München-Solln, som amerikanska armén hade använt som bårhus. Allierade myndigheter inspekterade kropparna, varefter dessa kremerades. Askan ströddes i den närbelägna bäcken Conwentzbach, ett biflöde till Isar.

## Utmärkelser
- Hedersärmvinkel
- Coburgska hedersutmärkelsen
- SA:s idrottsutmärkelse i brons
- NSDAP:s partitecken i guld
- NSDAP:s tjänsteutmärkelse i brons, silver och guld
- SS Hederssvärd
- SS-Ehrenring (Totenkopfring)